# Astroblepus ventralis
Astroblepus ventralis är en fiskart som först beskrevs av Eigenmann 1912.  Astroblepus ventralis ingår i släktet Astroblepus och familjen Astroblepidae. Inga underarter finns listade.